# Che Guevara
Che Guevara, właśc. Ernesto Guevara, ps. Fernando Sacamuelas (ur. 14 maja lub 14 czerwca 1928 w Rosario, zm. 9 października 1967 w La Higuera) – latynoamerykański rewolucjonista, pisarz, z zawodu lekarz.
Urodził się w Argentynie. W latach 50. XX w. jeden z przywódców rewolucji kubańskiej. Po jej sukcesie wstąpił w skład rewolucyjnego rządu. W 1965 roku brał udział w walkach partyzanckich w Kongu. Od 1966 roku organizował oddziały partyzanckie w Boliwii. Tam został schwytany i zabity. Jako ideolog i pisarz stworzył własną oryginalną wersję wojny partyzanckiej (foco guerrillero) prowadzonej przez chłopów. Jego poglądy określa się mianem guevaryzmu. Przeszedł do historii jako idol zrewoltowanej młodzieży.

## Życiorys

### Dzieciństwo i edukacja

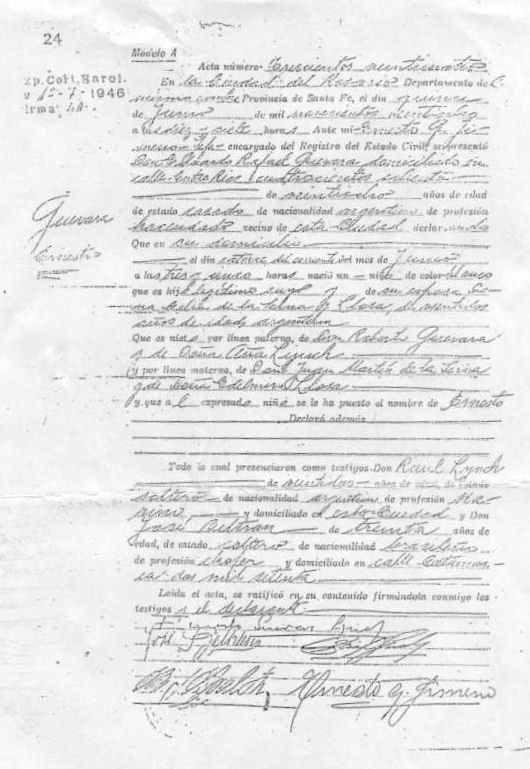
Guevara, akt urodzenia

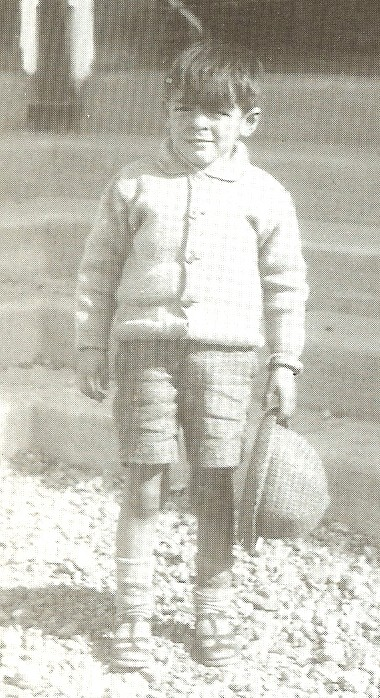
Mały Guevara, 1933 rok

Urodził się w argentyńskim Rosario w 1928 roku. Pochodził z rodziny wywodzącej się z klasy średniej. Jego rodzina była pochodzenia hiszpańsko-irlandzkiego (syn Celii de la Serny i Ernesto Guevary Lyncha) i wykazywała lewicowe sympatie polityczne. W dzieciństwie chorował na astmę. Naukę rozpoczął w marcu 1937 roku. Uczęszczał do szkoły podstawowej w mieście San Martín. W marcu 1942 roku trafił do szkoły średniej. Latem 1943 roku rodzina Guevarów przeprowadziła się do Córdoby. W liceum na własną rękę uczył się filozofii. W okresie dojrzewania i przez całe życie pasjonował się poezją, szczególnie twórczością takich autorów jak John Keats, Federico García Lorca i Walt Whitman. W domu Guevary znajdowało się ponad 3000 książek, co pozwoliło Guevarze być zapalonym czytelnikiem, który interesował się Marxem, Faulknerem, André Gidem. Ponadto lubił twórczość Franza Kafki, Alberta Camusa, Włodzimierza Lenina i Sartre’a. Jako nastolatek przyjął lewicowe poglądy i zasilił grupę opozycyjną względem prezydenta Juana Peróna. Po ukończeniu osiemnastego roku życia rozpoczął pracę w laboratorium Dirección provincial de Vialidad. Pracę porzucił, gdy dowiedział się o wylewie babci.
Towarzyszył jej w ostatnich dniach jej życia. Następnie złożył podanie o przyjęcie na wydział medycyny na uniwersytecie w Buenos Aires. W trakcie studiów dorabiał, pracując w między innymi Clínica Pisani oraz podróżował po kraju na motocyklu. Uniknął służby wojskowej, ponieważ komisja wojskowa zanegowała jego zdolność do służby z powodu „ograniczonej wydolności fizycznej”.

### Na emigracji

#### Pobyt w Gwatemali

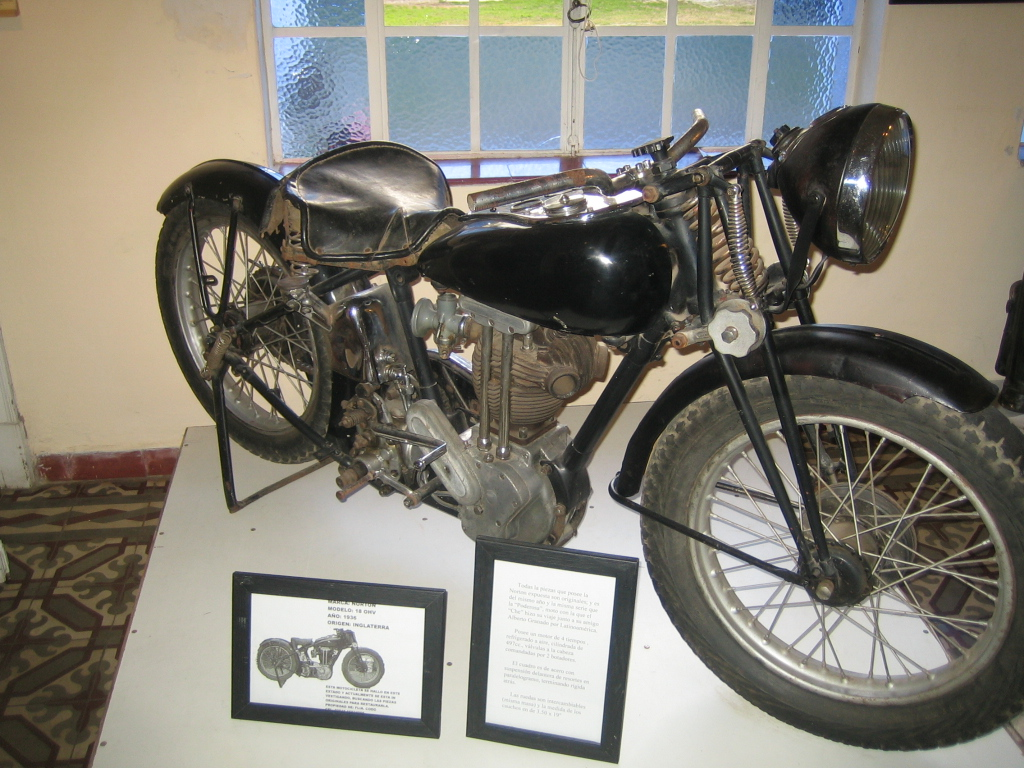
Motocykl Norton 500, na którym Che wyjechał w głąb Argentyny

Po ukończeniu studiów, 7 lipca 1953 wyjechał z kraju. Odbył podróż motocyklową po Boliwii, Peru, Ekwadorze, Panamie, Kostaryce, Hondurasie i Salwadorze. W krajach tych natknął się na problem biedy i ucisku społecznego. W wyprawach towarzyszył mu jego przyjaciel Alberto Granado. Złe warunki życia mieszkańców państw Ameryki Południowej i Środkowej, w połączeniu z jego marksistowskimi zainteresowaniami, przekonały go do przyjęcia poglądów rewolucyjnej lewicy.
W grudniu 1953 roku przybył do Gwatemali. Guevara dobrze odnalazł się w kraju rządzonym przez lewicowego prezydenta Jacobo Arbenza Guzmána. Zamieszkał w tym kraju i rozpoczął pracę lekarza. Nawiązał romans z peruwiańską ekonomistką Hildą Gadeą Acostą. Znajomość pozwoliła mu nawiązać kontakt z wpływowymi urzędnikami gwatemalskiego rządu i grupą opozycjonistów kubańskich związanych z Fidelem Castro. Po zorganizowanym przez CIA puczu, Guevara przystąpił do milicji walczącej w obronie rządu. Po upadku rządu powrócił do pracy lekarskiej. Nowe władze wydały na niego wyrok śmierci. Guevara skrył się w konsulacie argentyńskim. Po kilku tygodniach zezwolono mu na wyjazd do Meksyku. Pucz w Gwatemali przekonał młodego lewicowca do zaangażowania się w zbrojną walkę.

#### Meksyk

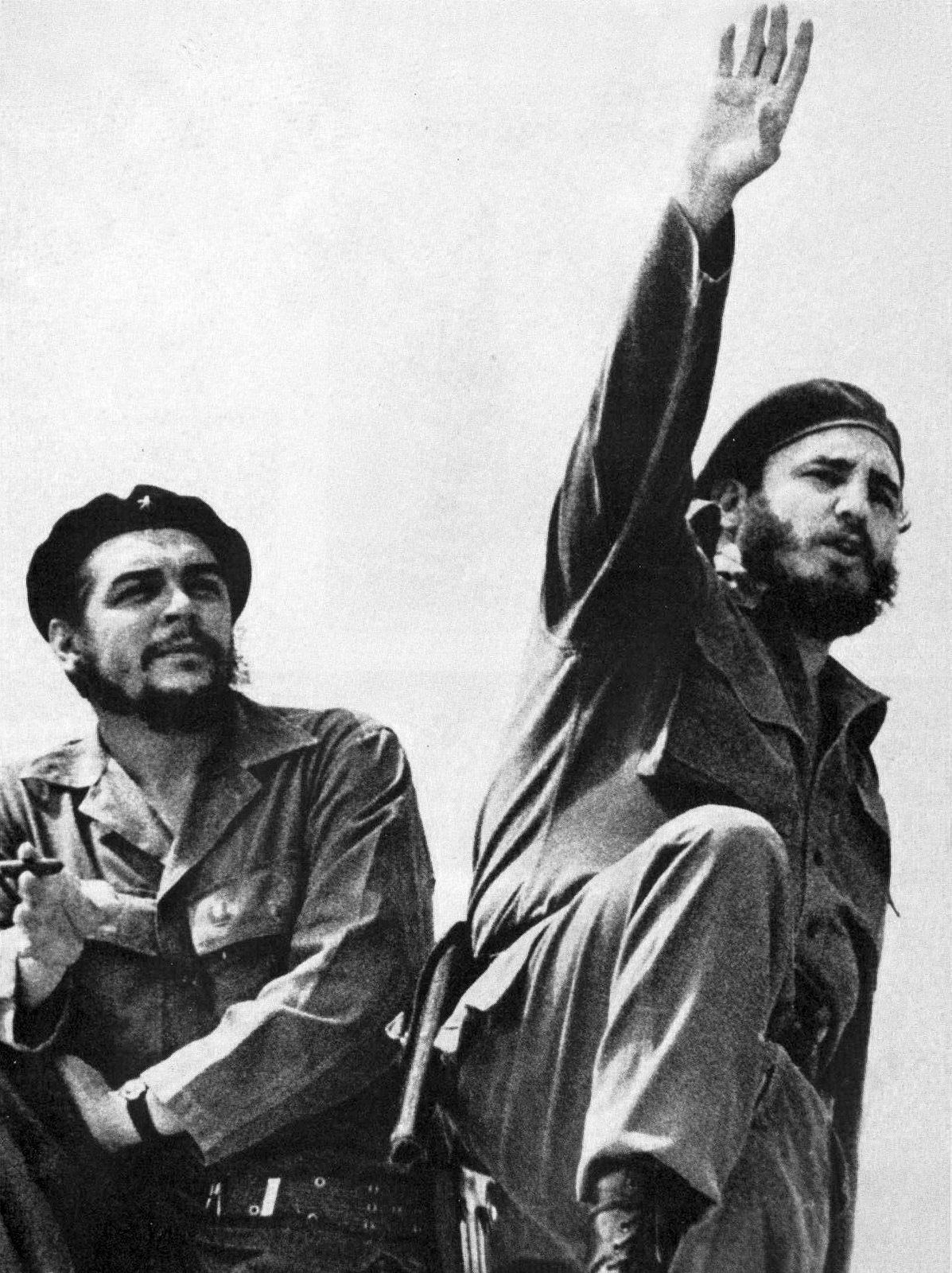
Ernesto Guevara i Fidel Castro w 1961

Na początku września 1954 roku przybył do miasta Meksyk. Na miejscu pracował w szpitalu. Poślubił ponadto dotychczasową partnerkę. W przerwie od lekarskich obowiązków wykładał na Narodowym Uniwersytecie Autonomicznym Meksyku i dorabiał jako fotograf dla Latin News Agency. Rozważał wyjazd do Afryki, gdzie chciał pracować jako lekarz. W czerwcu 1955 roku poznał Raúla Castro, poprzez którego zawiązał znajomość z jego bratem, Fidelem. Lekarz przystąpił do Ruchu 26 Lipca (M-26), który stawiał sobie za cel obalenie dyktatury Fulgencio Batisty.

### Rewolucja kubańska

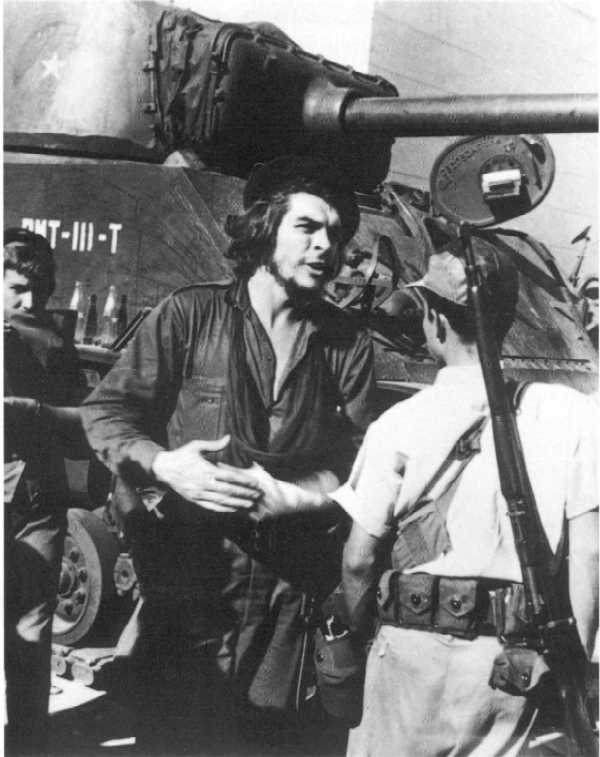
Guevara podczas bitwy o Santa Clara, 1958 rok

Pierwszym krokiem Ruchu 26 Lipca był atak na Kubę z pokładu jachtu Granma. Rewolucjoniści wylądowali na wyspie 25 listopada 1956 roku. Siły M-26 tuż po wylądowaniu uległy rozbiciu. W walkach zginęło lub zostało pojmanych 82 uczestników desantu. Przeżyć udało się jedynie dwunastu uczestnikom potyczki. Wśród nich znaleźli się Fidel, Raúl oraz Guevara. Rewolucjoniści schronili się w górach Sierra Maestra. Grupa dzięki pomocy sieci organizacji antyrządowych skutecznie się ukrywała. Światowe media spekulowały na temat ewentualnej śmierci Fidela, aż do początku 1957, gdy Herbert Matthews z The New York Times przeprowadził z nim wywiad.
Rebelianci ukrywali się pośród ubogich rolników. W regionie nie było żadnych szkół, elektryczności, minimalnego dostępu do opieki zdrowotnej, a ponad 40% dorosłych było analfabetami. Guevara koordynował tworzenie fabryk do produkcji materiałów wybuchowych, budowanie pieców do wypieku chleba, uczył nowych rekrutów taktyki, organizował naukę czytania i pisania. Co więcej, Guevara zorganizował szpitale polowe, warsztaty do nauczania i miejscową gazetę. W tym momencie był promowany przez Fidela Castro jako dowódca drugiej kolumny wojska. Jako zastępca dowódcy, Guevara był szorstki i zdyscyplinowany, jego żołnierze czasami rozstrzeliwali dezerterów, donosicieli i zdrajców. W swoich pamiętnikach Guevara opisał egzekucję na Eutímio Guerra, zdrajcy, który przyjął obietnicę dziesięciu tysięcy pesos za informowanie sił rządowych o pozycjach partyzantów. Choć był wymagający i utrzymywał wśród swoich żołnierzy rygor, partyzanci widzieli w Che rolę dowódcy i nauczyciela. Żołnierze w przerwie między obowiązkami czytali Roberta Louisa Stevensona, Cervantesa i hiszpańskich poetów lirycznych. Partyzanci wyjaśniali niepiśmiennym chłopom, co Guevara określił jako „bitwa przeciwko niewiedzy”. Guevara uczestniczył w tworzeniu tajnej stacji radiowej Radio Rebelde w lutym 1958 roku, która nadawała wiadomości do narodu kubańskiego, informując o realnym położeniu Ruchu 26 lipca, i umożliwiała komunikację pomiędzy rosnącą liczbą rebeliantów na całej wyspie. Pod koniec lipca 1958 roku Guevara odegrał kluczową rolę w bitwie pod Las Mercedes, gdy jego oddział powstrzymał natarcie 1500 żołnierzy Batisty. Gdy wojna przyśpieszyła, podróżując pieszo, oddział Che przebył trudną 7-tygodniową drogę. W ciągu kilku dni udało mu się dotrzeć w okolice Santa Clara, a w ciągu sześciu tygodni poprzedzających bitwę dochodziło do starć z rozkładem sił 10:1, w których ostateczne zwycięstwo należało do rebeliantów. Przykładem takiego starcia jest bitwa o Santa Clara, którą 300 partyzantów z oddziału Che stoczyło w grudniu 1958. Zdobycie miasta otworzyło rebeliantom drogę do Hawany ogarniętej strajkiem generalnym wymierzonym w rząd Batisty.

#### Zakończenie konfliktu

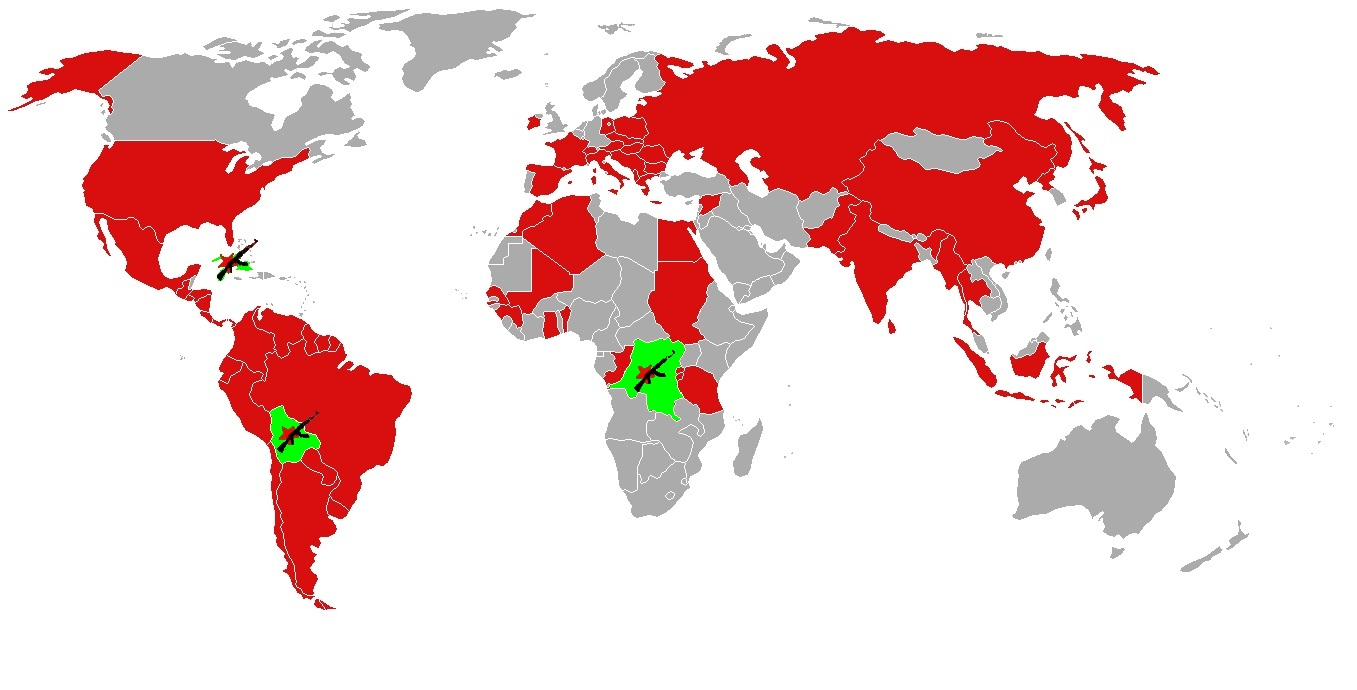
Mapa świata, czerwonym kolorem oznaczono kraje odwiedzone przez Guevarę, zielonym te, w których walczył

Radio Rebelde nadawało pierwsze doniesienia, że kolumna Guevary dotarła do Santa Clara w Sylwestra 1958 roku. Zaprzeczało to raportom mediów krajowych, które informowały o śmierci Guevary podczas walk. O trzeciej nad ranem 1 stycznia 1959 na wieść, że generałowie negocjowali z Che pokój, Fulgencio Batista wsiadł do samolotu w Hawanie i uciekł do Dominikany, wraz ze zgromadzonymi 300 milionami dolarów „wypłaty”. Następnego dnia, oddziały rebeliantów wkroczyły do stolicy i przyjęły ostateczną kapitulację. Fidel Castro przybył do Hawany sześć dni później. W połowie stycznia 1959, Guevara zamieszkał w letniej willi w Tarara, aby odzyskać siły po ataku astmy. W trakcie urlopu rozpoczął pisanie książek i projektów dot. funkcjonowania przyszłej gospodarki Kuby. W lutym rząd rewolucyjny ogłosił Guevarę „Kubańczykiem z urodzenia” w uznaniu jego roli w zwycięstwie. Kiedy Hilda Gadea przybyła na Kubę pod koniec stycznia, Guevara powiedział jej, że był związany z inną kobietą. 22 maja odbył się rozwód. 2 czerwca 1959 roku ożenił się z Aleidą March, z pochodzenia Kubanką, członkinią Ruchu 26 lipca, z którą mieszkał od końca 1958 roku. Do Tarara powrócił w czerwcu w czasie miesiąca miodowego z Aleidą.

### Okres po rewolucji

#### Reforma agrarna i sądownictwo

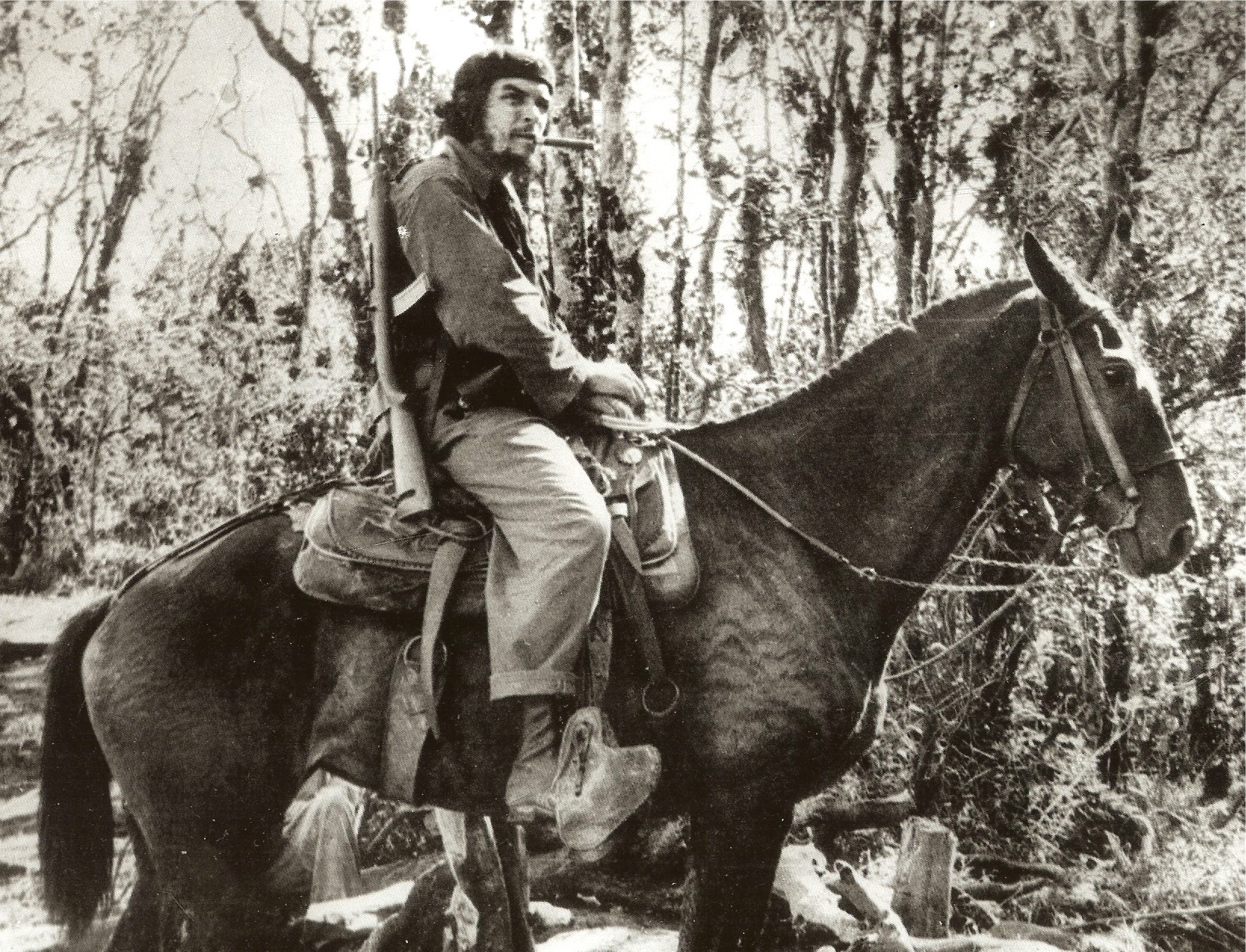
Guevara w 1958

Pierwszy poważny kryzys polityczny po rewolucji nasilił się wobec sporu o karanie urzędników Batisty, którzy dopuścili się represji wobec cywili. Podczas rewolucji wprowadzono prawo karne powszechnie znane jako Ley de la Sierra (ustawa z Sierra). Ustawa ta zezwalała na karę śmierci za najcięższe zbrodnie, popełnione przez reżim Batisty i przez rewolucjonistów. W roku 1959 rząd rewolucyjny rozszerzył zastosowanie ustawy na teren całej republiki, ustawa miała dotyczyć zbrodniarzy wojennych. Według kubańskiego Ministerstwa Sprawiedliwości, to drugie rozszerzenie zostało poparte przez większość ludności. Aby wdrożyć część tego planu, Castro mianował Che przewodniczącym więzienia w La Cabana na okres pięciu miesięcy (od 2 stycznia do 12 czerwca, 1959). Do więzienia trafiali dezerterzy, zdrajcy, informatorzy reżimu i zbrodniarze wojenni. W niektórych przypadkach karą wydaną przez sąd była śmierć przez rozstrzelanie. Raúl Gómez Treto, starszy radca prawny kubańskiego Ministerstwa Sprawiedliwości, twierdził, że kara śmierci jest uzasadniona w celu zapobiegania linczom, jakie miały miejsce dwadzieścia lat wcześniej po rebelii przeciw reżimowi Machado. Historycy potwierdzają, że w styczniu 1959 roku kubańska opinia publiczna była w „nastroju linczu”, i wskazują badania, według których 93% społeczeństwa akceptowało wyroki trybunału. Choć istnieją różne rachunki, szacuje się, że kilkaset osób w tym czasie zostało straconych w całym kraju, liczba wyroków wydanych przez trybunał w La Cabana sięga od 55 do 105, wiadomo o tym że wielu więźniów zostało bezpośrednio przez Che objętych amnestią i zwolnionych z zarzutów.
Jako minister przeprowadził reformę gruntów rolnych, reforma weszła w życie 17 maja 1959. Ograniczała ona wielkość wszystkich gospodarstw do 1000 akrów (4,0 km²). Wszelkie posiadane ziemie powyżej tego limitu były wywłaszczane przez rząd albo rozdawane chłopom małorolnym. Część ziemi trafiała do komun prowadzonych przez samorządy. Prawo zakładało również, że plantacje cukrowe nie mogą być własnością obcokrajowców. 12 czerwca 1959 roku Castro wysłał Che na trzymiesięczne tournée po 14 krajach (Maroko, Sudan, Egipt, Syria, Pakistan, Indie, Sri Lanka, Birma, Tajlandia, Indonezja, Japonia, Jugosławia, Grecja) i miastach (Singapur oraz Hongkong). Guevara spędził 12 dni w Japonii (15–27 lipca), prowadząc negocjacje mające na celu zwiększenie stosunków handlowych tego kraju z Kubą. Podczas wizyty nie chciał odwiedzić Grobu Nieznanego Żołnierza upamiętniającego żołnierzy zaginionych podczas II wojny światowej, zauważając, że Japończycy podczas wojny mieli „zabić miliony Azjatów”. W miejsce odwiedzin grobu Guevara wybrał podróż do Hiroszimy, gdzie amerykańskie wojska zrzuciły bombę atomową 14 lat wcześniej. Mimo potępienia Japońskiego Imperium w czasie swojej przemowy podkreślił rozmiar zbrodni, jakim było zrzucenie bomby na miasto. Po powrocie Guevary na Kubę we wrześniu 1959 roku było oczywiste, że Castro umocnił władzę nad wyspą. Rząd rozpoczął nasiloną reformę gruntów, w zamian oferując właścicielom obligacje, krok ten rozzłościł USA. Zaniepokojony reformami dyktator Dominikany Rafael Leónidas Trujillo rozpoczął formowanie międzynarodowego „Antykomunistycznego Legionu Karaibskiego”, który składał się głównie ze zwolenników faszyzującej skrajnej prawicy z Niemiec, Chorwacji i Grecji. Zagrożenie ze strony terrorystów zostało spotęgowane, gdy 4 marca 1960 roku dwie potężne eksplozje zatopiły francuski frachtowiec La Coubre wiozący belgijską amunicję z portu w Antwerpii. W wybuchu zginęło co najmniej 76 osób, a rannych zostało kolejnych kilkaset. Guevara osobiście udzielał pomocy niektórym ofiarom zamachu. Fidel Castro natychmiast oskarżył CIA o „akt terroryzmu”, pogrzeb ofiar wybuchu odbył się następnego dnia. Podczas mszy żałobnej fotoreporter Alberto Korda zrobił najsłynniejsze zdjęcie Che znane jako Guerrillero Heroico.
Terroryzm zamiast doprowadzić do zaniechania reformy rolnej, przyśpieszył ją. Aby wdrożyć ten plan, powstała nowa agencja rządowa, Narodowy Instytut Reform Rolnych (INRA). INRA szybko stał się najważniejszym organem zarządzającym w kraju, z Guevarą w charakterze ministra przemysłu. Pod prezesurą Guevary INRA utworzył liczącą 100 tys. osób milicję mającą pomagać rządowi przy dystrybucji gruntów i przy zakładaniu spółdzielni produkcyjnych. Skonfiskowano 480 tys. akrów należących do korporacji amerykańskich. Kilka miesięcy później prezydent USA, Dwight D. Eisenhower, w odwecie zmniejszył import kubańskiego cukru. Wraz z reformą rolną, kolejnym problemem, jakim zajął się Guevara, była edukacja. Przed 1959 oficjalny wskaźnik alfabetyzacji dla Kuby wahał się między 60–76%. W rezultacie, rząd kubański na żądanie Guevary obwołał 1961 „rokiem edukacji” i zmobilizował ponad 100 tys. wolontariuszy „brygad czytania i pisania”, które były wysyłane na wsie do budowy szkół, szkolenia nowych nauczycieli oraz nauczania ubogich chłopów czytania i pisania. W wyniku kampanii 707 212 dorosłych nauczono czytać i pisać, podnosząc krajowy wskaźnik alfabetyzacji do 96%. Guevara dążył także do ustanowienia powszechnego dostępu do szkolnictwa wyższego. Ogłaszając nowe reformy, Guevara oznajmił zgromadzonym na Uniwersytecie w Las Villas wykładowcom i studentom, że „dni, kiedy edukacja była przywilejem białej klasy średniej się skończyły”.

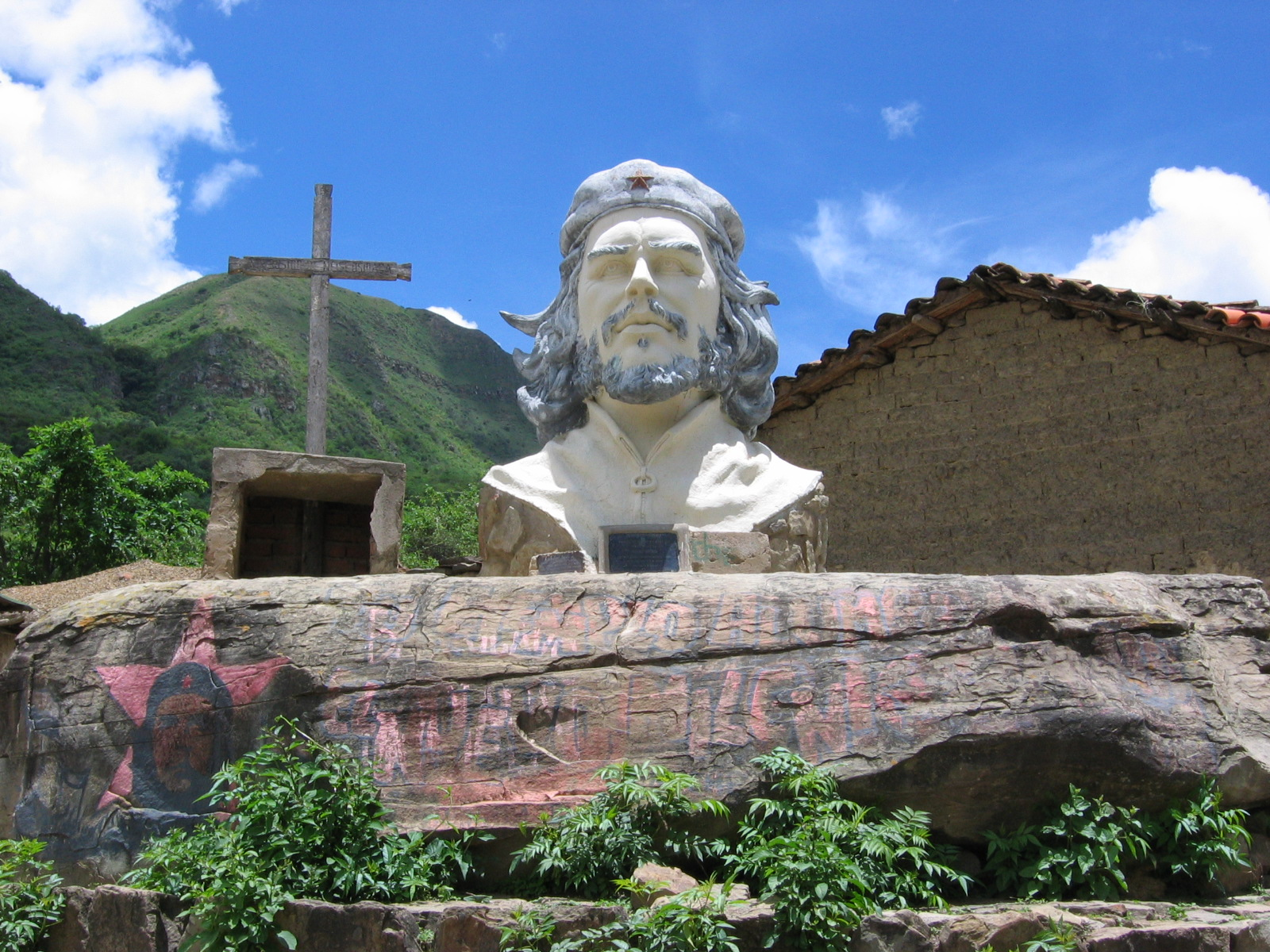
Pomnik Che w La Higuera w Boliwii

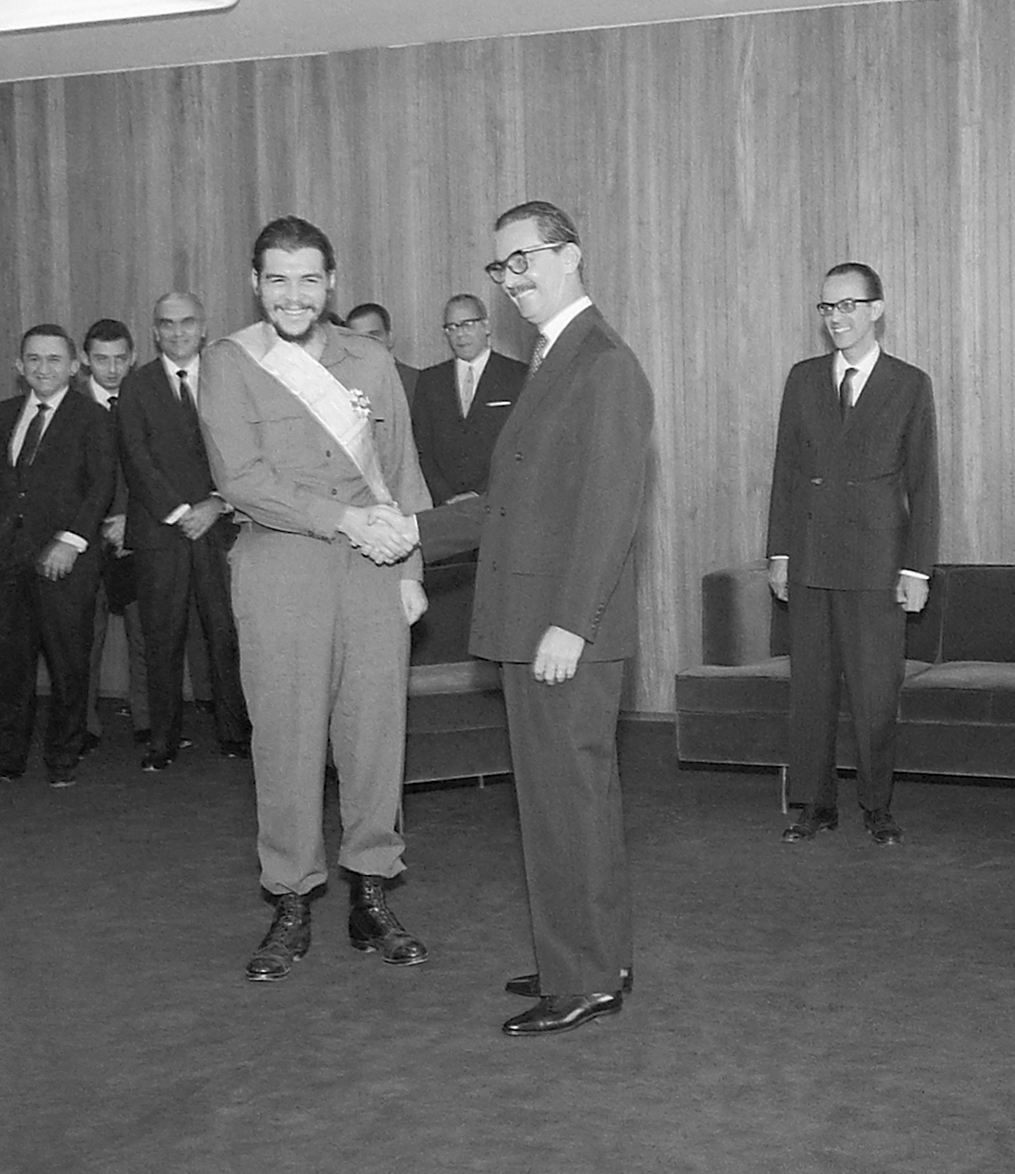
Prezydent Brazylii Jânio Quadros zdobi Che Guevarę, 1961.

#### Minister finansów i inwazja w Zatoce Świń
Guevara objął stanowisko ministra finansów, a także prezesa banku centralnego. Nominacje te, w połączeniu z jego stanowiskiem ministra przemysłu, umieściły Ernesto na szczycie politycznej kariery. W celu wyeliminowania nierówności społecznej, nowe kierownictwo Guevary przystąpiło do szybkiej transformacji politycznej i ekonomicznej. Znacjonalizowano fabryki, banki i przedsiębiorstwa, rozpoczęto program budowy tanich mieszkań, powszechnego zatrudnienia dla wszystkich Kubańczyków i rozbudowano opiekę zdrowotną. Za kolejną integralną część umacniania poczucia „jedności między jednostką a masą”, Guevara uważał zjawisko wolontariatu. W tym okresie oprócz pracy ministerialnej, uczestniczył w pracach na polach trzciny cukrowej i na budowach. W obliczu utraty komercyjnych połączeń z państwami zachodnimi, Guevara próbował zastąpić je bliższymi stosunkami handlowymi z państwami bloku wschodniego, odwiedzając szereg państw komunistycznych i podpisując umowy handlowe. Pod koniec 1960 roku odwiedził Czechosłowację, ZSRR, Koreańską Republikę Ludowo-Demokratyczną, Węgry i Niemiecką Republikę Demokratyczną. 17 grudnia 1960 roku podpisał kluczową umowę w Berlinie Wschodnim. Porozumienia pomogły gospodarce Kuby do pewnego stopnia, ale również skutkowały większym uzależnieniem gospodarki wyspy od ZSRR i krajów sojuszniczych. W Niemczech Wschodnich, Guevara poznał Tamare Bunke (później znaną jako „Tania”), która została jego osobistą tłumaczką, a która rok później dołączyła do niego i została zamordowana razem z nim w Boliwii.
17 kwietnia 1961 roku, 1400 kubańskich opozycjonistów wyszkolonych przez CIA do inwazji na Kubę zaatakowało wyspę, wydarzenie to nazwane zostało inwazją w Zatoce Świń. Guevara nie odgrywał kluczowej roli w obronie wyspy, mimo to historycy są zgodni co do tego, że jego działalność wpłynęła pozytywnie na rozwój militarny wyspy. Tadeusz Witold Szulc stwierdził, że Che przygotował do wojny 200 tys. kubańskich kobiet i mężczyzn. W sierpniu 1961, podczas konferencji ekonomicznej Organizacji Państw Amerykańskich w Punta del Este w Urugwaju, skierował przez Richarda N. Goodwina, młodego sekretarza Białego Domu, podziękowania wobec prezydenta Johna F. Kennedy’ego. Brzmiały one „Dzięki za Zatokę Świń. Przed inwazją, rewolucja była chwiejna. Teraz jest silniejsza niż kiedykolwiek”.

#### Polityka zagraniczna
W grudniu 1964 udał się do Nowego Jorku jako szef kubańskiej delegacji w Organizacji Narodów Zjednoczonych. Podczas przemowy skrytykował ONZ za „niezdolność do konfrontacji z brutalną polityką apartheidu” w Afryce Południowej, pytając: „Czy ONZ nie robi nic, aby to powstrzymać?”. Guevara następnie potępił Stany Zjednoczone za politykę prowadzoną wobec czarnoskórej ludności. Oburzony zakończył przemowę, nawiązując do cierpienia Indian, określając ich jako „rodzinę 200 milionów braci, którzy cierpią te same nieszczęścia”. W czasie jego wizyty w Nowym Jorku doszło do dwóch nieudanych prób zamachu. Pierwszym z zamachowców była Molly Gonzales, która próbowała przebić się do Che z siedmiocalowym nożem myśliwskim. Drugim był Guillermo Novo, który wystrzelił z bazooki w kierunku siedziby ONZ, pocisk spadł jednak do East River blisko 200 metrów od budynku. Che skomentował incydenty twierdząc, że „lepiej jest być zabitym przez kobietę z nożem niż przez mężczyznę z bronią”. Podczas pobytu w Nowym Jorku pojawił się w wiadomościach CBS Sunday i spotkał się z wieloma ludźmi, w tym z amerykańskim senatorem Eugene McCarthy i współpracownikami Malcolma X.
17 grudnia Guevara wyjechał do Paryża, skąd wyruszył w trasę po świecie, obejmującą m.in. Chińską Republikę Ludową, KRLD, Zjednoczoną Republikę Arabską, Egipt, Algierię, Ghanę, Gwineę, Mali, Dahomej, Kongo-Brazzaville i Tanzanię, z przystankami w Irlandii i Pradze. W Algierze dnia 24 lutego 1965 na seminarium gospodarczym solidarności afro-azjatyckiej Guevara wygłosił ostatnie przemówienie na arenie międzynarodowej. Mówił o moralnym obowiązku krajów socjalistycznych, oskarżając je o milczący współudział z krajami zachodnimi w eksploatacji państw trzeciego świata, ostro skrytykował politykę ZSRR. Wrócił na Kubę 14 marca. Zdecydowanie poparł Wietnam Północny w wojnie wietnamskiej. Przez swoje przemówienie w Algierze został okrzyknięty przez latynoamerykańskich maoistów inicjatorem przemian w kubańskim przemyśle, a jego reformy były porównywane do wielkiego skoku naprzód.
Dwa tygodnie po przemówieniu w Algierze Guevara zrezygnował z życia publicznego, a następnie zniknął całkowicie. Naciskany przez międzynarodowe spekulacje Castro 16 czerwca 1965 oświadczył, że Che sam zrezygnował z funkcji publicznych. 3 października 1965 roku Castro publicznie ujawnił list, rzekomo napisany do niego przez Ernesto kilka miesięcy wcześniej, w którym Guevara potwierdził trwałą solidarność z rewolucją kubańską, ale ogłosił zamiar opuszczenia Kuby i prowadzenia walki rewolucyjnej za granicą. Dodatkowo zrezygnował ze wszystkich swoich stanowisk w rządzie i partii oraz wyrzekł się honorowego obywatelstwa kubańskiego.

### W ruchach partyzanckich za granicą

#### Kongo
Na początku 1965 roku Guevara wyjechał do Afryki, aby zaoferować swoją wiedzę i doświadczenie w walce partyzanckiej w trwającym w Kongo konflikcie. Guevara prowadził kubańską operację wsparcia ruchu marksistowskiego „Simba”, który powstał w trakcie kryzysu w Kongo. Guevara i 12 innych kubańskich oficerów przybyło do Kongo 24 kwietnia 1965 roku. Wkrótce potem dołączył do nich kontyngent złożony ze 100 Afro-Kubańczyków. Przez pewien czas współpracowali z partyzantką, na czele której stał Laurent-Désiré Kabila, zwolennik obalonego i zamordowanego prezydenta Patrice’a Lumumby. Kontyngent musiał walczyć zarówno z białymi najemnikami z RPA pod wodzą Mike’a Hoare, jak i armią Mobutu Sese Seko. Najemnicy byli wspomagani przez porozumienie CIA i środowisko kubańskich wygnańców. Mieli udaremnić uderzenie Guevary w górach w pobliżu miejscowości Fizi nad jeziorem Tanganika. Pomimo faktu, że Guevara dążył do ukrywania swojej obecności w Kongo, rząd USA był świadomy jego lokalizacji i działalności. Celem Che było eksportowanie rewolucji poprzez szkolenie lokalnych bojowników w ideologii marksistowskiej i strategii wojny partyzanckiej. Jeszcze w tym roku, 20 listopada 1965, w złym stanie zdrowia spowodowanym ostrą astmą oraz zniechęcony siedmioma miesiącami frustracji i braku aktywności, Guevara opuścił Kongo razem ze swoją 12-osobową kolumną. W pewnym momencie Guevara myślał o samotnym powrocie do Kongo i walce do śmierci, aby dać przykład innym rebeliantom. Guevara, niechętny powrotowi na Kubę, spędził sześć miesięcy potajemnie mieszkając w Dar es Salaam i Pradze. W tym czasie opracował swoje wspomnienia z Kongo i pisał projekty dwóch kolejnych książek, jedna miała być poświęcona ekonomii, druga – filozofii. Następnie odwiedził kilka krajów Europy Zachodniej, aby sprawdzić swoje fałszywe dokumenty tożsamości zrobione przez kubański wywiad. Potajemnie wrócił na Kubę, aby odwiedzić Castro i zobaczyć swoją żonę. Na miejscu napisał ostatni list do swoich pięciorga dzieci.

Przede wszystkim, zawsze próbujcie poczuć głęboką niesprawiedliwość wyrządzoną każdemu człowiekowi, niezależnie od regionu świata. To najpiękniejsza cecha rewolucjonistów.

#### Boliwia
Pod koniec 1966 roku, miejsce pobytu Guevary nie było jeszcze powszechnie znane, choć przedstawiciele ruchu niepodległościowego Mozambiku, FRELIMO, poinformowali, że spotkali się z Guevarą pod koniec 1966 w Dar es Salaam. W swoim przemówieniu na wiecu z okazji Międzynarodowego Święta Pracy w Hawanie w 1967 roku, minister sił zbrojnych, major Juan Almeida, ogłosił, że Guevara jest w „służbie rewolucji gdzieś w Ameryce Łacińskiej”. Zanim Che wyjechał do Boliwii zmienił swój wygląd goląc brodę i zmieniając fryzurę tak aby nie został rozpoznany jako Ernesto Guevara.
3 listopada 1966 potajemnie przybył do La Paz pod nazwiskiem Adolfo Mena González, udając urugwajskiego biznesmena w średnim wieku pracującego dla Organizacji Państw Amerykańskich. Pierwszy obóz Guevary znajdował się w lesie w odległym zakątku Ñancahuazú. Planując rozpocząć kampanię partyzancką przeciwko juncie wojskowej generała Rene Barrientos, Che razem z „Tanią” utworzył liczący 50 osób oddział partyzancki, nazwany Armią Wyzwolenia Narodowego. W skład oddziału wchodziło początkowo 29 Boliwijczyków, 12 Kubańczyków i kilku innych cudzoziemców. Czołowymi działaczami Armii byli bracia „Coco” i „Chato” Peredo, młodzi działacze związani z Komunistyczną Partią Boliwii, komisarzem politycznym oddziału został Inti Peredo. „Armia” była dość dobrze zorganizowana i uzbrojona jak na warunki boliwijskie. Początkowo partyzantom udało się wygrać kilka potyczek z regularną armią boliwijską.
Latem 1967 roku rząd Boliwii rozpoczął akcję skierowaną przeciwko partyzantom, we wrześniu armii udało się rozbić dwie grupy partyzanckie, zabijając jednego z jej liderów. W rezultacie coraz mniej chłopów, na których liczył Che zaciągało się do oddziału, rekrutacja ustała. Partyzantom nie udało się uzyskać wsparcia ze strony ruchów opozycyjnych w większych miastach, Che w pamiętniku napisał, że chłopi często donosili wojsku o położeniu oddziału. 31 sierpnia 1967, dziesięcioosobowa grupa rebeliantów wpadła w zasadzkę sił rządowych, wszyscy zostali zamordowani przez żołnierzy, wśród zabitych była Tama „Tania” Bunke. 8 października 1967 większość żołnierzy Guevary została otoczona i zabita przez wojsko. Guevara uważał, że okrucieństwa jakich dopuszcza się armia boliwijska wpłyną na ludność cywilną, która opowie się po stronie rebelii.
Dokument z 2007 roku w reżyserii Kevina Macdonalda przedstawia argumenty na rzecz tezy, że nazistowski zbrodniarz wojenny Klaus Barbie, alias „Rzeźnik z Lyonu”, doradzał i ewentualnie pomógł CIA w schwytaniu Ernesto. 7 października informator zawiadomił boliwijskie siły specjalne o lokalizacji obozowiska w wąwozie Yuro, a następnego dnia 1800 żołnierzy otoczyło teren, a Guevara został ranny i wzięty do niewoli. Został związany i przywieziony do zrujnowanej szkoły w pobliskiej wiosce La Higuera w nocy 8 października. Następnego dnia rano, Che poprosił o spotkanie z wioskowym „Maestro” (nauczycielem), 22-letnią Julią Cortez. Po spotkaniu boliwijski prezydent René Barrientos zarządził, że Guevara musi zostać zabity. Chwilę przed egzekucją boliwijski żołnierz zapytał go czy myśli o nieśmiertelności, na co Che odpowiedział „Nie, myślę o nieśmiertelności rewolucji”. Został trafiony dziewięcioma kulami: pięć kul trafiło w nogi, po jednej kuli w klatkę piersiową i gardło, a dwie pozostałe w ramiona. Przed śmiercią miał powiedzieć: Wiem, że przychodzisz mnie zabić. Strzelaj, masz tylko zabić człowieka. Wyrok wykonał sierżant Mario Terán.

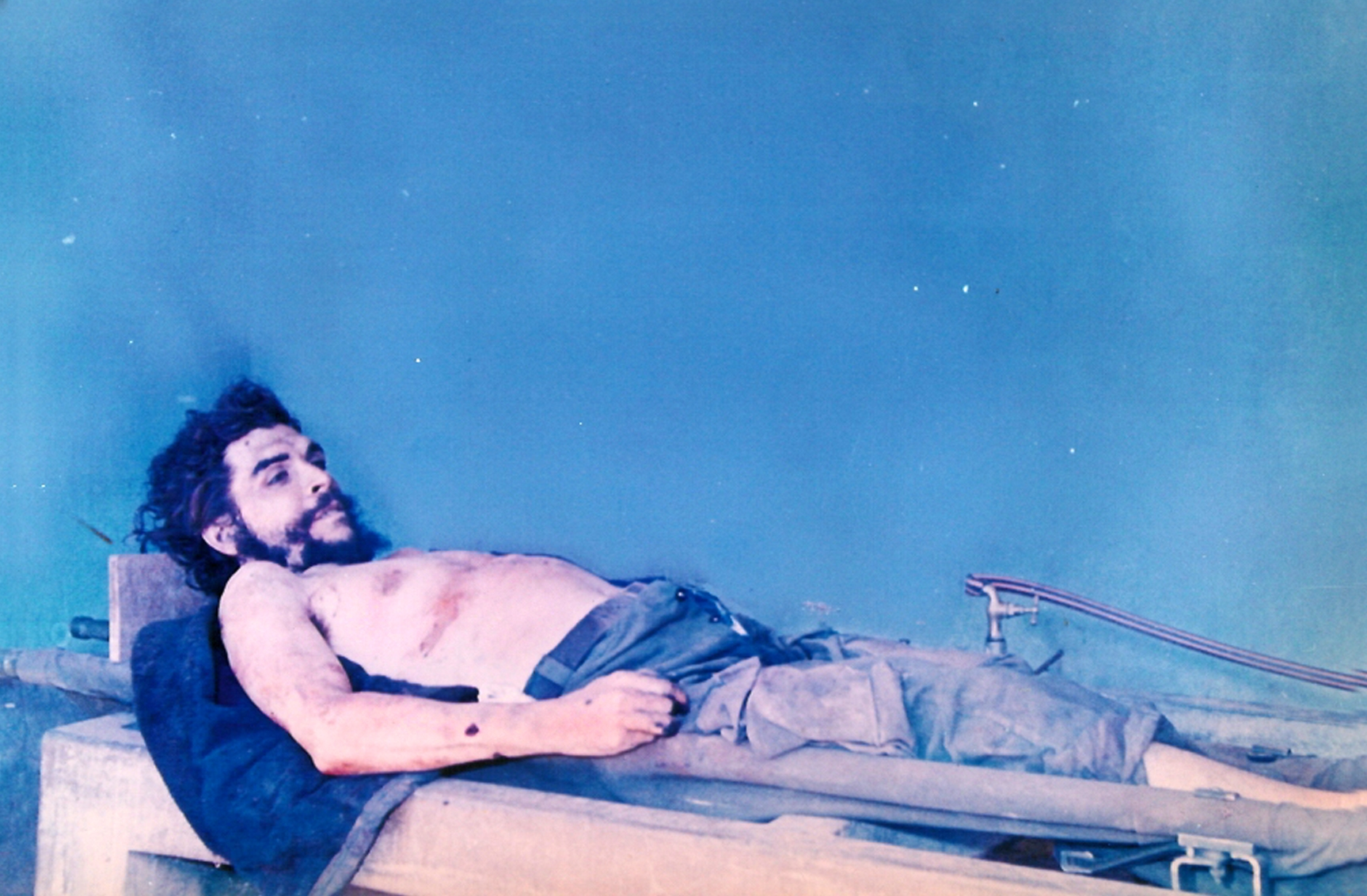
Zwłoki Che Guevary w La Higuera

## Życie prywatne

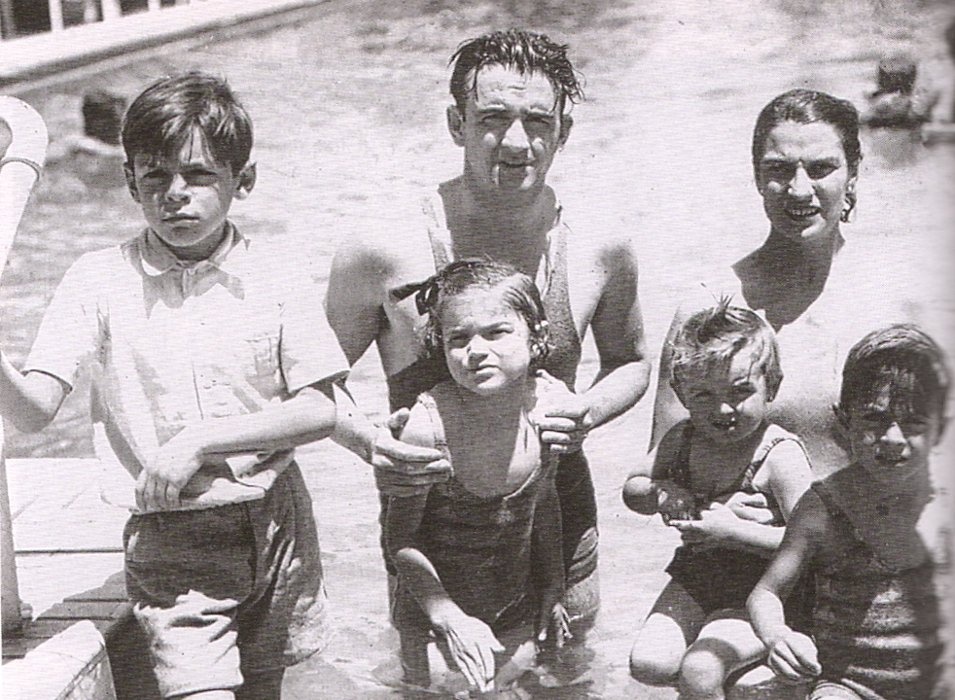
Rodzina Guevarów na basenie, Argentyna 1936 rok. Od lewej strony: Ernesto Guevara, jego ojciec Ernesto Guevara Lynch, siostra Celia, matka Celia Guevara de la Serna, siostra Ana Maria i brat Roberto

Syn Celii de la Serna i Ernesto Guevary Lyncha. Jego pierwszą żoną była lewicowa ekonomistka Hilda Gadea Acosta pochodząca z Peru, poznał ją w czasie pobytu w Gwatemali. Po rewolucji kubańskiej, Hilda przeniosła się na Kubę, gdzie zajmowała wysokie stanowiska państwowe. Rozwiódł się z nią 22 maja 1959. Była matką Hildy Beatriz Guevara Gadea (1956–1995), urodzonej 15 lutego 1956. 22 czerwca 1959 roku ożenił się z Aleidą March, Kubanką, działaczką Ruchu 26 lipca. Druga żona urodziła czwórkę dzieci – Aleida Guevara March, urodzona 17 listopada 1960, Camilo Guevara March, urodzony 20 maja 1962, Celia Guevara March, urodzona 14 czerwca 1963 i Ernesto Guevara March urodzony 24 lutego 1965. Owocem romansu Che z Lidią Lopez był Omar Perez, urodzony 19 marca 1964.
Jego najstarszy syn, Camilo zmarł 30 sierpnia 2022 w Caracas w Wenezueli.

### Przodkowie
Jego matka była spokrewniona z baskijską szlachtą. Jednym z jej przodków był Jose de la Serna e Hinojosa, ostatni hiszpański wicekról Peru. Ojciec, Ernesto Guevara Lynch, był potomkiem jednego z najbogatszych ludzi Ameryki Południowej. Jego przodkami byli szlachcice zarówno baskijscy, jak i irlandzcy. Przez lata jego rodzina utraciła większość majątku. Pradziadek Che, Patrick Lynch, uciekł z Anglii do Hiszpanii, a później do Argentyny, gdzie w XVIII wieku został gubernatorem Rio de la Plata. Ernesto Guevara miał nawet korzenie meksykańsko-amerykańskie. Jego babka ze strony ojca, Ana Lynch, urodziła się w Kalifornii w 1868 roku. Także jego dziadek (również ze strony ojca), Roberto Guevara pochodził ze Stanów Zjednoczonych choć tylko przypadkiem. Jego rodzice wyjechali do Kalifornii w okresie gorączki złota i później powrócili do rodzinnego kraju – Argentyny.

### Genealogia
| 4. Roberto Guevara  |  |                              |  |  |                          |
|                     |  | 2. Ernesto Guevara Lynch     |  |  |                          |
| 5. Ana Lynch        |  |                              |  |  |                          |
|                     |  |                              |  |  | 1. Ernesto „Che” Guevara |
| 6. Juan de la Serna |  |                              |  |  |                          |
|                     |  | 3. Celia de la Serna y Llosa |  |  |                          |
| 7. Edelmira Llosa   |  |                              |  |  |                          |
|                     |  |                              |  |  |                          |

## Ideologia
Reprezentował nurt marksizmu określany później jako guevaryzm. Sam siebie określał jako marksistowskiego humanistę. Negatywnie oceniał socjalizm budowany w ZSRR i państwach Europy Środkowej i Wschodniej, twierdził, że prowadzi on do wzrostu nierówności i wykształcenia się niedemokratycznej klasy biurokratycznej, która zarządza społeczeństwem. W swoich pracach teoretycznych przedstawiał wizję społeczeństwa idealnego. W dalekiej przyszłości społeczeństwo takie miało być komunistyczne. Pomiędzy kapitalizmem a komunizmem miał funkcjonować jednak ustrój przejściowy. W sprawiedliwym państwie, którego kształt zarysował Che w swoich pracach, władza należeć miała do klasy robotniczej. Robotnicy sprawować władzę mieli poprzez partię awangardową. Państwo miało być egalitarne, wolne od rasizmu, dyskryminacji czy podziałów klasowych. W swoich dywagacjach czerpał z dotychczasowych wariantów myśli marksistowskiej. Z trockizmu przyjął zasadę permanentnej rewolucji i demokracji proletariackiej. Z maoizmu i leninizmu możliwość zainicjowania etapu przejściowego z ustroju postfeudalnego do komunizmu (bez etapu kapitalistycznego).
Realizacje socjalistycznych reform umożliwić miała rewolucja oparta na chłopstwie. Posługiwał się wymyśloną przez Regisa Debraya „metodą ognisk partyzanckich” (foco guerillero), którą udoskonalił. Dalszy rozwój tej doktryny uniemożliwiła jego przedwczesna śmierć.
Za główne zagrożenie uważał imperializm (szczególnie amerykański), któremu konfrontował państwa socjalistyczne. Jego zdaniem niektóre z państw socjalistycznych przechodziły w stronę imperializmu. W 1965 roku w orędziu do Organizacji Wspólnoty Afro-Azjatyckiej o odejście od komunizmu oskarżał między innymi Związek Radziecki, a nawet Mao Zedonga.
Spory budzi jego podejście do bezwzględności i radykalizm. W trakcie kryzysu kubańskiego w wywiadzie dla brytyjskiej gazety „Daily Worker” zadeklarował, że byłby gotów sprowokować światowy konflikt nuklearny i żałował, że nie doszło do poświęcenia narodu kubańskiego jako ofiary w wojnie atomowej, stwierdzając zarazem, że gdyby rakiety były pod kontrolą Kuby, nie zawahałby się ich użyć. Zachwalał również „skuteczną nienawiść, która czyni z człowieka efektywną, działającą szybko, selektywnie i bezwzględnie maszynę do zabijania”.

## Odbiór społeczny i krytyka
Do tej pory istnieją spory co do ideałów czy działań Che.
Przez sympatyków określany jest jako wyzwoliciel, bojownik o wolność czy ideał żołnierzy. Na Kubie uważany jest za bohatera narodowego (spoczywa w mauzoleum). W wielu innych krajach Ameryki Łacińskiej traktowany jest jako wyzwoliciel i bohater walki z imperializmem. Z sympatią o Che wyrażał się między innymi Hugo Chávez czy Diego Maradona. Z sympatią o Che wypowiadają się także osoby spoza kręgu latynoamerykańskiego. Wśród nich znajdował się chociażby Nelson Mandela.

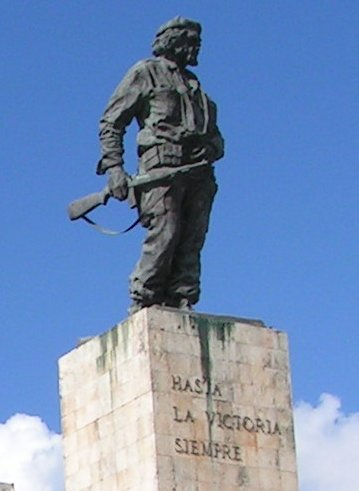
Pomnik Guevary w Santa Clara

Jego przeciwnicy określają go mianem zabójcy czy zbrodniarza wojennego, nie podają jednak źródeł historycznych na potwierdzenie tej tezy. Ich twierdzeniom przeczą badania Jona Lee Andersona. Krytycy rewolucjonisty podkreślają, że był on odpowiedzialny za egzekucje współpracowników Batisty i innych przeciwników rewolucji czy otwarcie obozu ciężkich robót. Zdaniem krytyków współodpowiedzialny jest za regres gospodarki kubańskiej, a w konsekwencji emigrację z wyspy.

## Kult Che

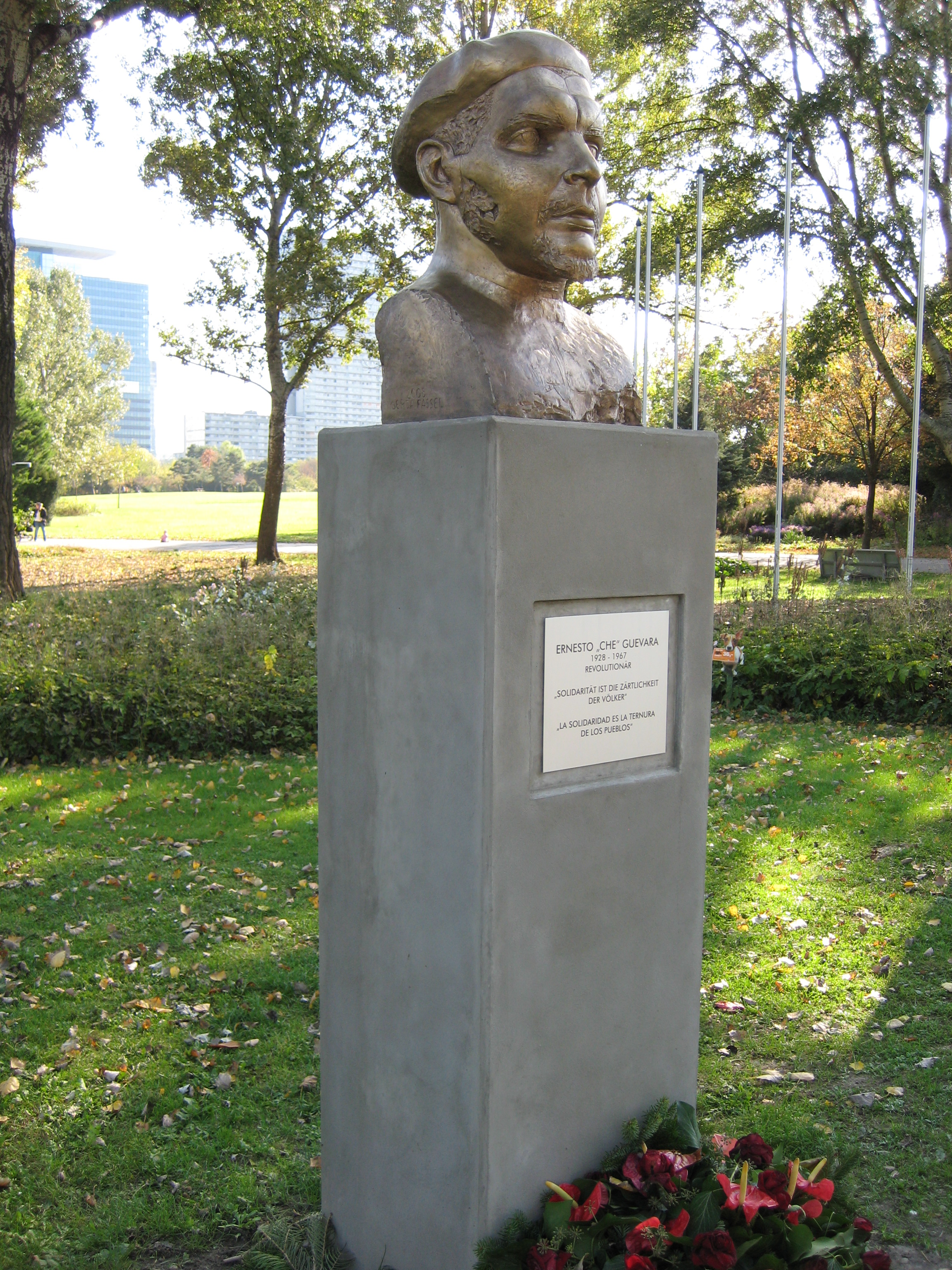
Popiersie Che Guevary w Wiedniu

Pod koniec lat 60 XX w. stał się ikoną młodzieży i symbolem walki o idee suwerenności gospodarki krajów i idee socjalistyczne. Związane to było z licznymi demonstracjami antywojennymi i rewoltami studenckimi, jakie miały wówczas miejsce w Stanach Zjednoczonych i Europie Zachodniej. Szczególnym szacunkiem obdarzyła Guevarę tzw. nowa lewica. Bohaterem okrzyknęli go również walczący o swoje prawa czarnoskórzy, zradykalizowani studenci, Indianie czy antyglobaliści. Podobizna Guevary trafiła na koszulki, czapeczki, plecaki, plakaty, pocztówki, graffiti, billboardy, a nawet do reklam telewizyjnych. Większość obrazów twarzy rewolucjonisty została oparta na fotografii Alberto Kordy z 1960 roku zatytułowanej Guerrillero Heroico. Zapoczątkowany w latach 60. XX w. trend funkcjonuje do czasów dzisiejszych. Postać Guevary pojawiła się w książkach, filmach, grach komputerowych, piosenkach. Do Che Guevary porównywani są także politycy lewicy znani z ideowości czy radykalnych poglądów. Jedną z takich osób jest grecki polityk Aleksis Tsipras, nazywany „Che Guevarą spod Akropolu”, lider lewicowej Syriza (Koalicja Radykalnej Lewicy).
9 października 2008 roku w Wiedniu odsłonięto 70-centymetrowe popiersie Che Guevary, ufundowane przez parlamentarną grupę austriacko-kubańską z okazji przypadającej 80. rocznicy urodzin Che. Popiersie zostało umieszczone w parku na wyspie na Dunaju. Odsłonięcie popiersia spotkało się z protestami prawicowych populistów z Wolnościowej Partii Austrii i Sojuszu Przyszłości Austrii, aprobatę wyrazili natomiast socjaldemokraci mający większość w Radzie Miejskiej.
W 2010 w Argentynie został założony klub piłkarski Che Guevara. Zdaniem kierownictwa klubu drużyna nie jest ideologiczna, a klub jest sposobem na poprawę sytuacji najbardziej potrzebujących mieszkańców, zapewniając lekcje pisania i czytania rodzinom piłkarzy.
W latach 1967–2004 Che Guevara był patronem Szkoły Podstawowej nr 92 w Warszawie.

## Wybrane dzieła literackie
- Dzienniki motocyklowe (Diarios de motocicleta)
- Dziennik z Boliwii (El diario del Che en Bolivia)
- Epizody wojny rewolucyjnej (Pasajes de la guerra revolucionaria)
- Moja rewolucja (Casa de las Américas)
- Wojna partyzancka (La guerra de guerrillas)